# اهل امالو (بني حماد)
اهل امالو هو دُوَّار يقع بجماعة كاف الغار، إقليم تازة، جهة فاس مكناس في المملكة المغربية. ينتمي الدوّار لمشيخة بني حماد التي تضم 6 دواوير. يقدر عدد سكانه بـ 349 نسمة حسب الإحصاء الرسمي للسكان والسكنى لسنة 2004.

## روابط خارجية
- البوابة الوطنية للجماعات الترابية
- المندوبية السامية للتخطيط